# Charlie Adam
Charles Graham "Charlie" Adam (født 10. december 1985 i Dundee, Skotland) er en skotsk fodboldspiller, der spiller som midtbanespiller hos den engelske Premier League-klub Stoke City Han kom til klubben i 2012. Tidligere har han repræsenteret Rangers i hjemlandet, og også haft lejeophold i Ross County og St. Mirren.

## Karriere

### Blackpool F.C.
Blackpool betalte Rangers 500.000 britiske pund for Adam, der skrev kontrakt den 4 august 2009, efter at have været på leje i seks måneder inden da.

### Liverpool F.C.
7. juli 2011 skrev Charlie Adam under på en kontrakt med den engelske fodboldklub Liverpool F.C., som han repræsenterede indtil sommeren 2012, hvor han kom på en lejeaftale til Stoke City.

### Landshold
Adam står (pr. januar 2013) noteret for tyve kampe for Skotlands landshold, som han debuterede for 30. maj 2007 i en venskabskamp mod Østrig i Wien.